# Laurel Park (Virgínia)
Laurel Park és una concentració de població designada pel cens dels Estats Units a l'estat de Virgínia. Segons el cens del 2000 tenia 781 habitants.

## Demografia
Segons el cens del 2000, Laurel Park tenia 781 habitants, 331 habitatges, i 231 famílies. La densitat de població era de 237,4 habitants per km².
Dels 331 habitatges en un 34,1% hi vivien nens de menys de 18 anys, en un 52,3% hi vivien parelles casades, en un 15,7% dones solteres, i en un 30,2% no eren unitats familiars. En el 27,5% dels habitatges hi vivien persones soles el 5,4% de les quals corresponia a persones de 65 anys o més que vivien soles. El nombre mitjà de persones vivint en cada habitatge era de 2,36 i el nombre mitjà de persones que vivien en cada família era de 2,87.
Per edats la població es repartia de la següent manera: un 24,7% tenia menys de 18 anys, un 9,6% entre 18 i 24, un 30,1% entre 25 i 44, un 29,1% de 45 a 60 i un 6,5% 65 anys o més.
L'edat mediana era de 36 anys. Per cada 100 dones de 18 o més anys hi havia 80,9 homes.
La renda mediana per habitatge era de 42.361 $ i la renda mediana per família de 47.143 $. Els homes tenien una renda mediana de 29.904 $ mentre que les dones 23.363 $. La renda per capita de la població era de 17.413 $. Entorn del 2,7% de les famílies i el 3,8% de la població estaven per davall del llindar de pobresa.

## Poblacions més properes
El següent diagrama mostra les poblacions més properes.